# Hymenophyllum elegantissimum
Espèce
Hymenophyllum elegantissimum est une fougère de la famille des Hyménophyllacées originaire des Antilles.
Synonyme : Sphaerocionium elegantissimum (Fée) Copel.

## Description
Hymenophyllum elegantissimum appartient au sous-genre Sphaerocionium.
Cette espèce a les caractéristiques suivantes :
- son rhizome est long et filiforme ;
- les frondes, d'une douzaine de centimètres de long, comportent un limbe divisé une fois ;
- les segments primaires, alternes, de 6 à 10 paires, peuvent comporter jusqu'à cinq segments axilaires ;
- tout l'ensemble de la plante est couvert de poils raides, assez longs et bifurqués
- Les sores, solitaires, sont portés par l'extrémité d'un segment, en majorité à la partie terminale du limbe ;
- l'indusie est formée deux lèvres aussi larges que longues ;
- les grappes de sporanges sont complètement recouvertes par l'indusie.

## Distribution
Cette espèce, plutôt épiphyte de forêts pluviales, est présente dans les Caraïbes, particulièrement en Guadeloupe.

## Historique
Cette espèce a été collectée une première fois par l'Herminier en 1861 en Guadeloupe.